# Mel Sheppard
Melvin Whinfield Sheppard, detto Mel (Almonesson Lake, 5 settembre 1883 – New York, 4 gennaio 1942), è stato un mezzofondista statunitense, vincitore di quattro titoli olimpici agli inizi del XX secolo.

## Biografia
Nel 1904 Melvin Sheppard, studente alla Brown Prep. School, prese parte ai campionati interstudenteschi organizzati a Saint Louis in concomitanza con la III Olimpiade, vincendo su tre distanze: 580 iarde, 880 iarde e il miglio. Dal 1906 al 1908 vinse tre titoli AAU consecutivi sulle 880 iarde e diventò uno dei favoriti delle gare di mezzofondo alle Olimpiadi di Londra.
A Londra Sheppard vinse tre medaglie d'oro, condividendo con il nuotatore britannico Henry Taylor il record di sportivo più vittorioso di quell'edizione dei Giochi. Sugli 800 m vinse il primo turno in 1'58"0 e la finale in 1'52"8, nuovo record olimpico, precedendo l'italiano Emilio Lunghi e il tedesco Hanns Braun. Sui 1500 m passò le qualificazioni in 4'05"0, e vinse poi la finale con il tempo di 4'03"4. Alle due medaglie d'oro individuali aggiunse anche quella della staffetta sui 1600 metri. A differenza dell'attuale formula della 4x400 m, le quattro frazioni erano di lunghezze diverse: le prime due di 200 m, la terza di 400 m, la quarta di 800 m. L'ultima frazione venne affidata a Sheppard, che coprì gli 800 m in 1'55"4, e chiuse la staffetta con il tempo totale di 3'29"4 davanti alla Germania e all'Ungheria.
Curiosamente, come riportato dal New York Times, il vincitore di tre ori olimpici pochi mesi prima era stato scartato dalla polizia di New York perché debole di cuore e ritenuto fisicamente inadatto al servizio.
Ai successivi Giochi Olimpici di Stoccolma, nel 1912, il veterano Sheppard non riuscì a confermare i suoi titoli olimpici individuali. Negli 800 m con il tempo di 1'52"0 ottenne la medaglia d'argento, dietro al più giovane connazionale Ted Meredith, che lo aveva battuto anche sui 400 metri piani, eliminandolo nel turno di qualificazione. Nei 1500 m passò il primo turno vincendo la sua batteria in 4'27"6, ma in finale finì fuori dal podio. La medaglia d'oro arrivò nella staffetta 4×400 metri, dove fu il primo dei quattro frazionisti statunitensi.
Dopo il ritiro dalle competizioni, Sheppard diventò avvocato; negli anni 1930 fu uno dei difensori di Bruno Hauptmann, l'uomo accusato e condannato per il rapimento del figlio di Charles Lindbergh. Continuò ad essere attivo nell'atletica leggera come allenatore; fu uno dei tecnici della squadra olimpica statunitense ai Giochi di Amsterdam 1928.
Nel 1989 fu inserito nella United States Olympic Hall of Fame, la Hall of Fame del comitato olimpico statunitense.

## Palmarès
| Anno | Manifestazione  | Sede      | Evento             | Risultato  | Prestazione | Note            |
| ---- | --------------- | --------- | ------------------ | ---------- | ----------- | --------------- |
| 1908 | Giochi olimpici | Londra    | 800 metri          | Oro        | 1'52"8      | Record mondiale |
| 1908 | Giochi olimpici | Londra    | 1500 metri         | Oro        | 4'03"4      | Record olimpico |
| 1908 | Giochi olimpici | Londra    | Staffetta olimpica | Oro        | 3'29"4      |                 |
| 1912 | Giochi olimpici | Stoccolma | 400 metri          | semifinale | 48"9        |                 |
| 1912 | Giochi olimpici | Stoccolma | 800 metri          | Argento    | 1'52"0      |                 |
| 1912 | Giochi olimpici | Stoccolma | 1500 metri         | finale     | NF          |                 |
| 1912 | Giochi olimpici | Stoccolma | 4×400 metri        | Oro        | 3'16"6      | Record mondiale |